# Кубок мира по шашкам-64
Кубок мира по шашкам-64 — ежегодное международное соревнование по шашкам на малой доске, которое проводится под эгидой Всемирной федерации шашек ФМЖД среди мужчин с 2010 года, а позднее под эгидой Международной федерации шашек. Победители определяются по сумме очков, набранных на всех этапах. На этапах Кубка мира проходят состязания по русским, бразильским, чешским, итальянским и португальским версиям 64-клеточных шашек.

## Правила
В сезоне проводится несколько этапов. Шашисты занявшие первые 10 мест на отдельном турнире получают очки. Очки полученные на всех турнирах суммируются, по итоговой сумме определяются призёры.
| Место | 1  | 2  | 3  | 4 | 5 | 6 | 7 | 8 | 9 | 10 |
| ----- | -- | -- | -- | - | - | - | - | - | - | -- |
| Очки  | 15 | 12 | 10 | 8 | 7 | 6 | 4 | 3 | 2 | 1  |

В 2013 году очки получали первые 15 шашистов в турнирах по русским шашкам, а также первые 10 спортсменов в турнирах по бразильской, итальянской и чешской версии шашек-64.
| Место                                                  | 1  | 2  | 3  | 4  | 5  | 6  | 7  | 8  | 9 | 10 | 11 | 12 | 13 | 14 | 15 |
| ------------------------------------------------------ | -- | -- | -- | -- | -- | -- | -- | -- | - | -- | -- | -- | -- | -- | -- |
| Очки Русские шашки                                     | 25 | 21 | 18 | 15 | 14 | 13 | 11 | 10 | 9 | 8  | 6  | 5  | 3  | 2  | 1  |
| Очки Бразильские шашки Чешские шашки Итальянские шашки | 10 | 9  | 8  | 7  | 6  | 5  | 4  | 3  | 2 | 1  |    |    |    |    |    |

В 2014 году очки получали первые 15 шашистов в турнирах по русским шашкам, а также первые 8 спортсменов в турнирах по бразильской, итальянской и чешской версии шашек-64, остальным участникам присваивалось одно очко.
| Место                                                                      | 1  | 2  | 3  | 4  | 5  | 6  | 7  | 8 | 9 | 10 | 11 | 12 | 13 | 14 | 15 | 16 и далее |
| -------------------------------------------------------------------------- | -- | -- | -- | -- | -- | -- | -- | - | - | -- | -- | -- | -- | -- | -- | ---------- |
| Очки Русские шашки                                                         | 35 | 27 | 24 | 21 | 18 | 15 | 12 | 9 | 8 | 8  | 7  | 6  | 5  | 4  | 3  | 1          |
| Очки Бразильские шашки Чешские шашки Итальянские шашки Португальские шашки | 10 | 9  | 8  | 7  | 6  | 5  | 4  | 3 | 1 | 1  | 1  | 1  | 1  | 1  | 1  | 1          |

С 2015 году очки присваиваются по разделам классическая программа и рапид, блиц:
| Место                                 | 1  | 2  | 3  | 4  | 5  | 6  | 7  | 8  | 9 | 10 | 11 | 12 | 13 | 14 | 15 | 16 и далее |
| ------------------------------------- | -- | -- | -- | -- | -- | -- | -- | -- | - | -- | -- | -- | -- | -- | -- | ---------- |
| Классическая программа Очки           | 35 | 30 | 27 | 24 | 21 | 18 | 15 | 12 | 9 | 8  | 7  | 6  | 5  | 4  | 3  | 1          |
| Быстрая и молниеносная программы Очки | 10 | 9  | 8  | 7  | 6  | 5  | 4  | 3  | 2 | 1  | 1  | 1  | 1  | 1  | 1  | 1          |

## Призёры
| Год  | Мужчины                     | Мужчины              | Мужчины            |
| Год  | Золото                      | Серебро              | Бронза             |
| ---- | --------------------------- | -------------------- | ------------------ |
| 2010 | Сергей Белошеев             | Дмитрий Абаринов     | Михаил Глизерин    |
| 2011 | Дмитрий Цинман              | Михаил Горюнов       | Александр Шварцман |
| 2012 | Сергей Белошеев             | Владимир Скрабов     | Дмитрий Цинман     |
| 2013 | Владимир Скрабов            | Дмитрий Цинман       | Гаврил Колесов     |
| 2014 | Владимир Егоров             | Дмитрий Цинман       | Владимир Скрабов   |
| 2015 | Владимир Скрабов            | Дмитрий Цинман       | Андрей Федотов     |
| 2016 | Дмитрий Цинман              | Владимир Скрабов     | Андрей Гнелицкий   |
| 2017 | Владимир Скрабов            | Дмитрий Цинман       | Арунас Норвайшас   |
| 2018 | Арунас Норвайшас            | Андрюс Кибартас      | Дмитрий Мельников  |
| 2019 | Дмитрий Мельников           | Янис Фарнестс        | Антон Смирнов      |
| 2021 | Георгий Таранин             | Дмитрий Мельников    | Роман Щукин        |
| 2023 | (INA2) Александр Гетманский | (INA2) Мажит Саршаев | (INA2) Роман Щукин |

| Год  | Женщины                   | Женщины                 | Женщины                |
| Год  | Золото                    | Серебро                 | Бронза                 |
| ---- | ------------------------- | ----------------------- | ---------------------- |
| 2021 | Светлана Стрельцова       | Полина Петрова          | Мария Чеснокова        |
| 2023 | (INA1) Виктория Николаева | (INA2) Тунаара Федорова | (INA2) Виктория Иванус |